# ピョートル・ストルイピン
ピョートル・アルカージエヴィチ・ストルイピン（ロシア語: Пётр Арка́дьевич Столы́пин, Pyotr Arkad'evich Stolypin, 1862年4月14日〈ユリウス暦4月2日〉 - 1911年9月18日〈ユリウス暦9月5日〉）は、帝政ロシアの政治家。ロシア皇帝ニコライ2世の下で、大臣会議議長（首相、在任：1906年7月21日 - 1911年9月18日）を務めた。ニコライ2世の治世においてセルゲイ・ヴィッテと並んで有能な政治家であり、革命派に対する容赦ない弾圧と、一方で農業分野を中心に地方自治の近代化、司法・中央行政機構に渡る広範な改革を実行した。

## 経歴

### 生い立ち
1862年4月14日（ユリウス暦4月2日）ロシアの名門貴族の家に生まれる。詩人のミハイル・レールモントフは、父側の親族に当たる。サンクトペテルブルク大学自然科学部（物理・数学部）を卒業。
1884年からロシア帝国内務省に入省し、官僚としての勤務を開始した。1902年グロドノ県知事、1903年サラトフ県知事を歴任する。卓越した行政手腕と、サラトフ県知事時代の革命運動の弾圧ぶりが帝国政府から注目される。1906年4月イワン・ゴレムイキン首相の下で内務大臣となる。内相としては、第一国会（ドゥーマ）における国会運営に辣腕を振るう。

### 首相就任
1906年7月21日ゴレムイキンの後任として首相に就任する。ストルイピンが首相に就任した時期のロシア帝国は、増大する社会不安の中で、国民の中に革命思想が澎湃とする中、テロリズムも横行し、ロシア全土では多くの政治家・官僚・官憲らが暗殺され帝政は危機的な状況を呈していた。
土地改革に一部の反対派を取り込むことでめどをつけたのを機会に、首相就任翌日の7月22日（ユリウス暦7月9日）、第一国会を解散する。1907年第二国会（ドゥーマ）選挙が実施され、ロシア社会民主労働党、エスエル（社会革命党）及びトルドヴィキなどの左派政党が躍進し、国会は革命派色が濃厚となった。ストルイピンは、第一国会と全面衝突してゴレムイキン内閣が崩壊した轍を踏むことを恐れ、6月3日社会民主労働党の国会議員を逮捕し、国会を解散に追い込んだ。同時に選挙法改正案を提出し、第一次ロシア革命を終焉させた（いわゆる「6.3クーデター」。これによる体制を「6.3体制」と呼ぶ）。
ストルイピンは、革命運動の弾圧に当たって、戒厳令を施行し裁判の迅速を図って軍事法廷を導入した。死刑宣告を受けた被告は即日処刑された。こうして多数の人々が絞首刑に処せられ、絞首台は「ストルイピンのネクタイ」と皮肉を込めて呼ばれた。

### ストルイピン改革
ストルイピンは、「まずは平静を、しかる後改革を」基本方針とし、上述のような抑圧政策を取った。国民の不満を解決するために、ストルイピンは、抜本的な改革に取り組むことになる。ストルイピン改革は、あくまでツァーリズムの体制内改革と銘打たれていたが、農業改革を主軸に、言論・出版・結社・集会の自由の拡大、ゼムストヴォの権限強化や、地方裁判所改革、県など地方自治体の再編を含む地方自治の近代化、中央政府の行政機構改革、都市労働者の生活改善、宗教改革、ユダヤ人の権利拡大まで極めて広範囲に渡った。ストルイピンは、これらの改革案をすでにサラトフ県知事時代から構想していたが、内閣を組織するに当たり、革命の危機を回避し、国民の不満を解決するために推進されることになる。
ストルイピンは、政府主導による立法をより加速化させることを試み、国会（ドゥーマ）の制度に変更を加えた。1907年6月に第2国会（ドゥーマ）を解散した後に選挙法を改正した（ストルイピンのクーデター）。この結果、第3国会は保守色を強めた。
ストルイピンは、農民が農村共同体（ミール）からの自由な脱退や、個人的な土地所有権の確認、フートル (Khutor) とオートルプ (Otrup) という個人農の創設などの重要な農業改革を導入した。特に個人農の創設（すなわち農奴解放）は、これによりクラークと呼ばれる自作農階級が誕生し、クラークが階層として体制を支持することを期待してのことであった。しかし、ストルイピンの考えに反して、共同体（ミール）解体を嫌悪する農民を中心に多く国民から反対を生じせしめ、国会（ドゥーマ）やニコライ2世の支持をも失う結果に陥った。

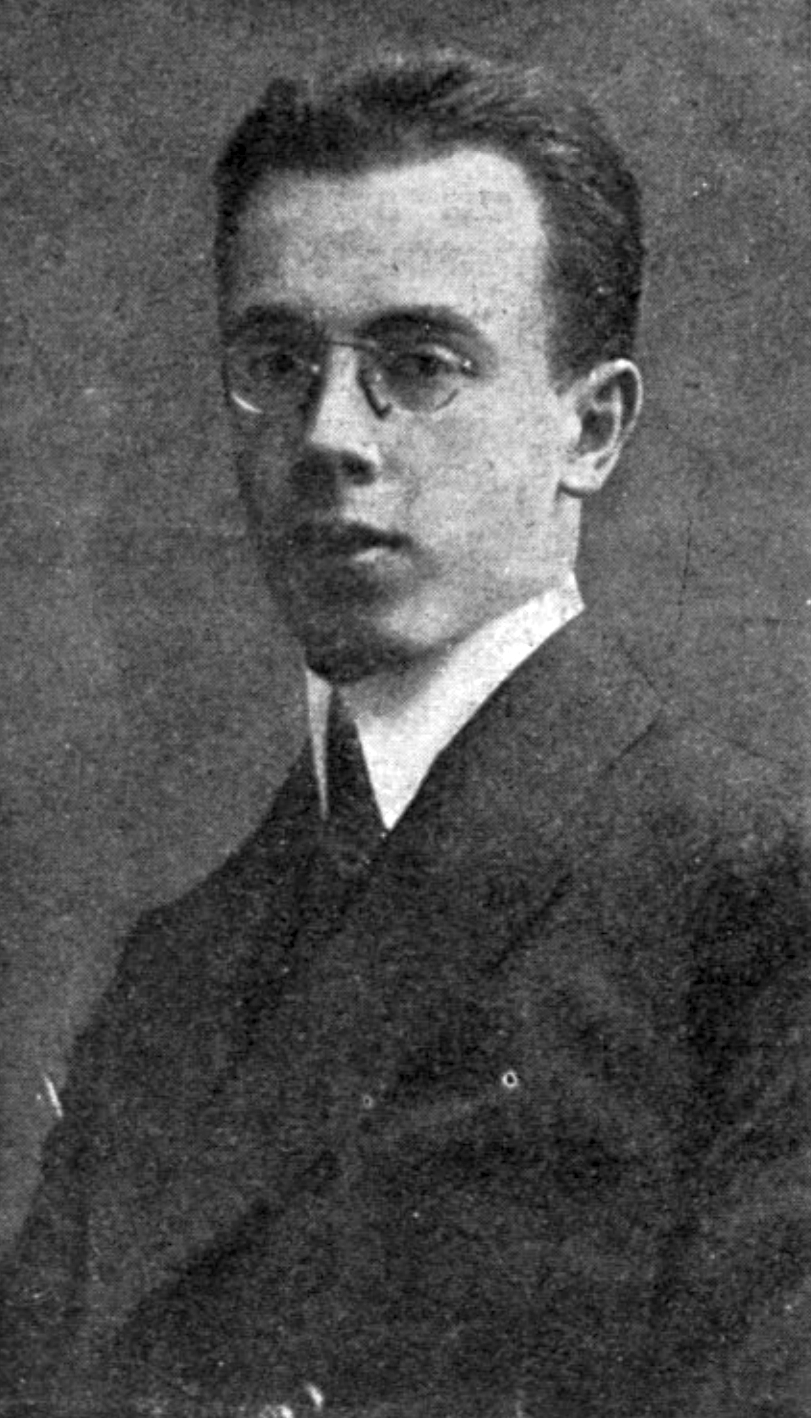
ドミトリー・ポグロフ

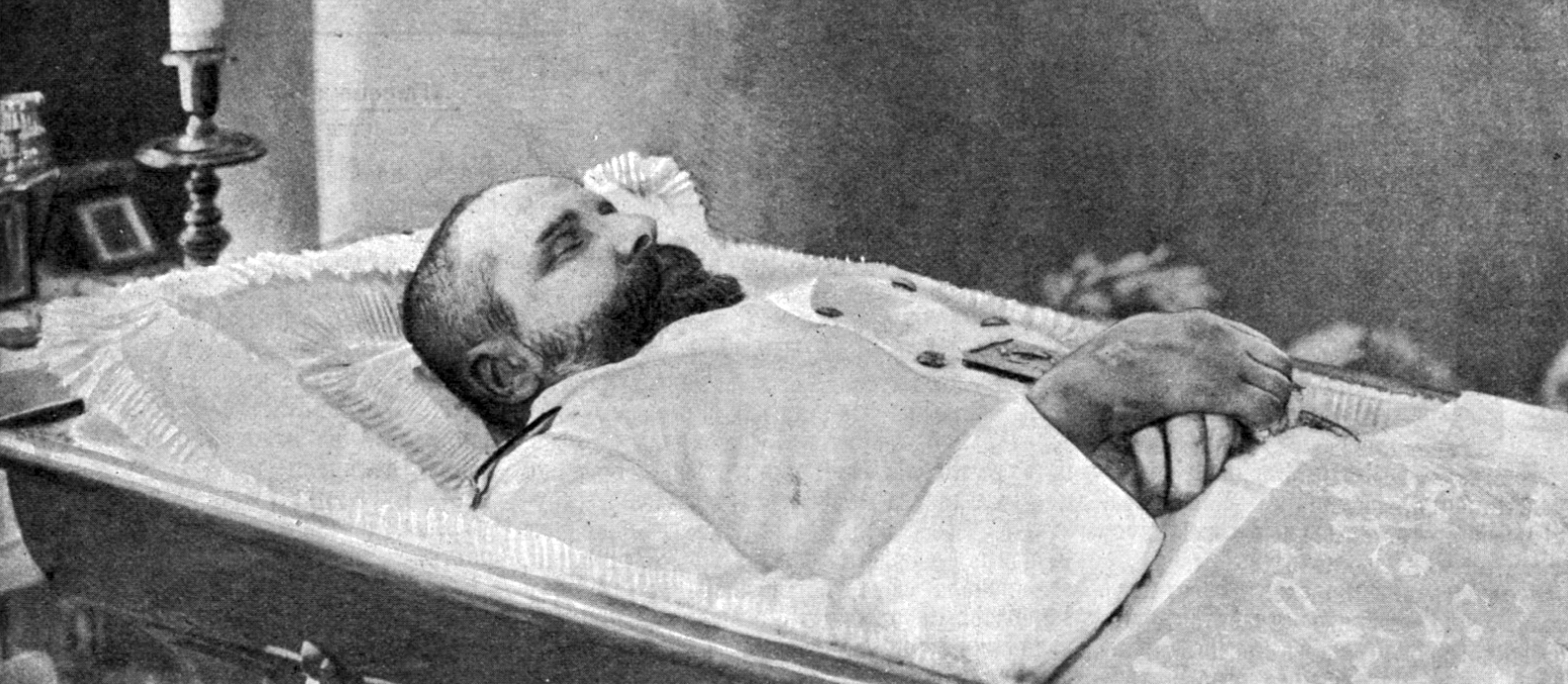
納棺されたストルイピンの遺体

### 暗殺
1911年9月14日（ユリウス暦9月1日）、ニコライ2世の行幸でキエフで観劇中、アナーキストで警察のスパイであったユダヤ人のドミトリー・ボグロフによって皇帝の御前で銃撃され、4日後の9月18日（ユリウス暦9月5日）に死去した。49歳没。ストルイピンの死によってストルイピン改革は頓挫した。ボグロフは軍事法廷にかけられ、9月24日に絞首刑に処せられた。

## 日本との関係
ストルイピンは、「見知らぬ土地を守るために、どうして兵士は喜んで戦いに赴くか」と日露戦争の始まりを批判的に捉えた。
また、ストルイピンは、日本の勲章である勲一等旭日桐花大綬章を受賞している。

## 評価
ソ連崩壊後、歴史の見直しによってストルイピン及びストルイピン改革に関しては再検証が成されている。現在、ロシアにおいては、ストルイピンは帝政最後の改革者として全般的に高い評価を受けている。ウラジーミル・プーチンはストルイピンを敬愛しており、自身の執務室にはストルイピンの小像が置かれているという。